# 2000年夏季奥林匹克运动会游泳比赛—女子100米蛙泳
2000年夏季奥林匹克运动会女子100米蛙泳比赛的决赛于2000年9月18日在澳大利亚悉尼举行。最终，美国游泳运动员梅根·库恩获得了此项比赛的冠军。

## 成绩
| 名次 | 运动员              | 成绩    |
| ---- | ------------------- | ------- |
|      | 梅根·库恩（美国）   | 1:07.05 |
|      | 莱塞尔·琼斯（）     | 1:07.49 |
|      | 彭妮·海恩斯（南非） | 1:07.55 |